# Christian Kerez
 (mai 2020).
Si vous disposez d'ouvrages ou d'articles de référence ou si vous connaissez des sites web de qualité traitant du thème abordé ici, merci de compléter l'article en donnant les références utiles à sa vérifiabilité et en les liant à la section « Notes et références ».
Christian Kerez est un architecte suisse né le 27 mai 1962 à Maracaibo.

## Biographie
Christian Kerez est diplômé en architecture de l'école polytechnique fédérale de Zurich, en 1988. À sa sortie de l'université, de 1991 à 1993, Christian Kerez travaille un temps chez Rudolf Fontana and Partner comme architecte designer. En parallèle il travaille, entre 1990 et 1995, en tant que photographe d’architecture.
En 1993, Kerez fonde sa propre agence, à Zurich, à laquelle il donnera son nom.

## Principales réalisations

### L’école de Leutschenbach
L’école de Leutschenbach, construite à Zurich, entre 2002 et 2009, a été pensée sur l'idée simple de préserver au maximum la spatialité du site. Christian Kerez décide de réduire au minimum l’impact au sol de son bâtiment. Il va réduire les surfaces du programme le plus possible et va les empiler les unes sur les autres. Les salles de classe sont positionnées au sein de trois différents types de structure. Le gymnase, avec une hauteur sous plafond constante, est positionné au sommet du bâtiment. Sa structure porteuse reprend la même forme que le bloc des salles de classe du dessous. L’idée est que le gymnase ne se trouve pas comme un élément isolé, mais qu’il s’intègre parfaitement bien, plastiquement, à l’idée globale du projet. Et ce, grâce à un travail de structure visible en façade.
Au rez-de-chaussée, la partie service du bâtiment est concentrée au cœur de celui-ci. Dans les étages, et en particulier concernant les étages des salles de classe, les plans s’inversent. Les salles de classe et les espaces de service sont déplacés en périphérie pour offrir au cœur du projet un espace récréatif central et appropriable à la fois par les professeurs comme par les élèves. Enfin, au dernier étage, les espaces de service sont relégués sur la face Ouest pour offrir un maximum d’espace au gymnase.

### La maison à mur unique
La maison à mur unique, construite à Zürich, entre 2004 et 2007, est une maison mitoyenne, dédiée à deux familles différentes et divisé en son centre par un mur unique. Ce mur divise les deux parties de la maison. Les habitants des deux familles ne peuvent s’y croiser, pourtant les espaces se chevauchent les uns au-dessus des autres. La simplicité du concept, de la réduction de l’architecture à un seul élément, crée une dépendance à ce dernier, et rend le bâtiment extrêmement complexe. La forme de ce mur diverge en fonction des étages ainsi que des besoins spatiaux de chacun. Les espaces intérieurs sont des open spaces, seule la salle de bain est encloisonnée dans un pliage complexe du mur mitoyen.

### Principales réalisations
- 1992 : La Chapelle de Oberrealta (Suisse),
- 1996 : La Maison de Ilheos (Brésil),
- 1996 : La Maison de Vinheros (Brésil),
- 1998-2000 : Musée d’art du Liechtenstein,
- 1999-2003 : Immeuble d’habitation à Zurich,
- 1999-2003 : École de Breiten à Eschenbach, (Suisse),
- 2002-2009 : École de Leuteschenbach à Zurich, (Suisse),
- 2004-2007 : La maison à mur unique à Zurich, (Suisse)

## Publications en architecture
- "Kunstmuseum Liechtenstein. Morger Degelo Kerez Architects", textes de Hans Frei, Friedemann Malsch, Norbert Jansen, essai photographique de Thomas Flechtner, Verlag Lars Müller, Baden, 2000, 112 p.
- "Les échelles de la réalité. L’architecture de Christian Kerez", textes de Martin Steinmann et Christian Kerez, EPFL- ENAC, Lausanne, 2006, catalogue d'exposition, 28 p.
- "Innenansichten – Arbeiten von Christian Kerez", set of postcards, Architekturmuseum in Museum, Basel, 2006
- "Conflicts Politics Construction Privacy Obsession. Materials on the Work of Christian Kerez", Moritz Küng (ed.), texts by Hubertus Adam, Marcel Andino, Hans Frei, Tibor Joanelly, deSingel international arts campus, Antwerp und Hatje Cantz Verlag, Ostfildern, 2008, exhibition catalogue, 200 p.
- "Christian Kerez: 2000/2009 – fundamentos arquitectonicos / basics on architecture". Textes de Georg Frank, Hans Frei, Christian Kerez, El Croquis, Madrid 2009, 211 p.

## Publications en photographie
- "Picturing the Home", photo by Christian Kerez, excerpt from the photographic documentation "Arts und Crafts", a+u, Tokyo, 2001 Jun., no 369, p. 26-27, 74-75
- "Close Encounter", Natural Metaphor – An Anthology of Essays on Architecture and Nature, Christian Kerez, Architectural Papers III, Actar, Barcelona/ New York, École polytechnique fédérale de Zurich, Zurich, 2007, p. 100-111
- "The photographic work”, Christian Kerez: 2000/2009 – fundamentos arquitectonicos / basics on architecture. El Croquis, Madrid, 2009, p. 28-39
- "Christian Kerez, A Manifesto on Form", Hans Frei, Oris, no. 62, XII-2010, p. 172-183
- "Photography/ Inspiration. The Beginning and End of Architectural Photography", a+u, Tokyo, 2009 Jan., no 460, p. 18-19